# Ангели Чарлі (фільм, 2019)
«Янголи Чарлі» (англ. Charlie's Angels) — американський комедійний бойовик, знятий Елізабет Бенкс за власним сценарієм, створеним у співпраці з Еваном Спіліотопулосом і Девідом Оберном. Сюжет третього фільму франшизи «Ангели Чарлі» заснований на однойменному телесеріалі Івана Гоффа та Бена Робертса. Стрічка є продовженням серіалу та кінофільмів «Янголи Чарлі» (2000) і «Янголи Чарлі: Повний вперед» (2003).
Крістен Стюарт, Наомі Скотт та Елла Балінська виконали головні ролі. Фільм випущено у прокат 15 листопада 2019 року компанією Sony Pictures Release у США, 14 листопада 2019 року кінодистриб'ютором B&H в Україні.

## У ролях
| Актор               | Роль                          |
| ------------------- | ----------------------------- |
| Крістен Стюарт      | Сабіна Вілсон                 |
| Наомі Скотт         | Елена Гафлін                  |
| Елла Балінська      | Джейн Кано                    |
| Сем Клафлін         | Александр Брок                |
| Ной Сентінео        | Ленґстон                      |
| Елізабет Бенкс      | Сюзан Бослі                   |
| Джимон Гонсу        | Сем Бослі                     |
| Патрік Стюарт       | Стен Бослі                    |
| Луїс Херардо Мендес | Святий                        |
| Ронда Роузі         | інструктор з бойових мистецтв |
| Гейлі Стайнфельд    | камео                         |
| Лілі Рейнгарт       | камео                         |
| Елі Рейсмен         | камео                         |
| Клое Кім            | камео                         |

## Виробництво
15 вересня 2015 року було оголошено, що Sony Pictures Entertainment перезапускає франшизу «Ангели Чарлі», а Елізабет Бенкс проводить переговори щодо місця режисера. Бенкс також буде продюсером разом із партнером по компанії Brownstone Productions Максом Гендельманом. 16 грудня 2015 року Sony найняла Евана Спіліотопулоса для написання сценарію перезапуску стрічки.
У липні 2018 року було оголошено, що Крістен Стюарт, Наомі Скотт та Елла Балінська зіграють провідну трійцю бойової команди, а Бенкс також з'явиться як Бослі, один з численних персонажів з цим прізвищем. Дуг Белград також буде продюсувати фільм через його компанію 2.0 Entertainment разом з Елізабет Кантільйон, Бенкс та Гендельманом, водночас Бенкс і Джей Басу написали сценарій за ранніми чернетками Крейга Мазіна та Семі Челласа. У вересні Патріка Стюарта відібрали на роль другого Бослі. Того ж місяця до акторського складу приєдналися Луїс Херардо Мендес та Джонатан Такер і Джимон Гонсу як третій Бослі. У жовтні 2018 року отримали ролі Сем Клафлін, Ноа Стінетіо, Кріс Панг та Нат Факсон.
Основні зйомки фільму розпочалися 24 вересня 2018 року. З 2 по 7 жовтня 2018 року стрічку знімали в Ельбській філармонії в Гамбурзі, Німеччина. На початку грудня 2018 року зйомки проходили на Єгипетському базарі, іподромі Веліефенді, в Султанахмет, Стамбул, Туреччина. Зйомки завершили 9 грудня 2018 року.
Пізніше з'ясувалося, що новий фільм не буде перезавантаженням або римейком франшизи, а стане продовженням подій оригінального телесеріалу та фільмів, поставлених МакДжі. На офіційному сайті фільму також було сказано, що Дрю Беррімор, яка продюсувала попередні фільми і грала Ділан Сандерс, повернулась як виконавчий продюсер. Леонард Голдберг, який продюсував оригінальний серіал і попередні фільми, також повернувся.

### Музика
У травні 2019 року Браян Тайлер отримав пропозицію щодо написання музики до фільму. Співачки Аріана Ґранде, Майлі Сайрус та Лана Дель Рей співпрацювали над тематичною піснею «Angel», яка є й головним синглом для саундтреку. Гранде також була виконавчим продюсером саундтреку разом із Саваном Котечем, Ілею Салманзадем та Максом Мартіном.

## Випуск
«Ангели Чарлі» планується випустити 15 листопада 2019 року компанією Sony Pictures Releasing. Раніше реліз був запланований на 7 червня 2019 року.

### Маркетинг
Перший офіційний трейлер до фільму був опублікований 27 червня 2019 року.